# S/2003 J 2
S/2003 J 2 est un satellite naturel de Jupiter.

## Caractéristiques physiques
Peu de choses sont connues sur S/2003 J 2, mais il s'agit de l'un des plus petits satellites connus de Jupiter. Avec une magnitude de 16,6, il possèderait un diamètre moyen d'environ 2 km.

## Orbite

Diagramme illustrant l'orbite des satellites irréguliers de Jupiter.

S/2003 J 2 orbite autour de Jupiter à la distance moyenne de 28 500 000 km en 983 jours, avec une inclinaison de 152° sur l'écliptique et une excentricité de 0,38. Comme tous les satellites externes de Jupiter, il est rétrograde. Il ne semble faire partie d'aucun groupement.
S/2003 J 2 est le satellite de Jupiter le plus externe, atteignant 39 300 000 km à son apoapside, soit 0,26 ua ; après lui, Mégaclité s'éloigne au maximum de 35 800 000 km, Autonoé de 35 600 000 km. Du fait de son excentricité, son périapside est plus proche de Jupiter que celui de 12 autres satellites de la géante gazeuse ; son demi-grand axe est en revanche le plus grand du système jovien : celui de Coré, le deuxième satellite le plus externe, n'atteint que 25 000 000 km.
La zone d'influence gravitationnelle prépondérante de Jupiter est définie par le rayon de sa sphère de Hill, qui atteint environ 52 000 000 km, soit 0,35 ua. On estime que les satellites rétrogrades dont le demi-grand axe est inférieur à 67 % de ce rayon (soit 34 700 000 km) sont stables[réf. nécessaire] ; il est donc possible que des satellites encore plus éloignés de Jupiter que S/2003 J 2 puissent exister.
S/2003 J 2 n'est pas le satellite le plus externe du système solaire : Néso et Psamathée, deux lunes de Neptune, sont largement plus lointaines.

## Historique
S/2003 J 2 fut découvert par l'équipe de Scott Sheppard sur des images datant du 5 février 2003. La découverte fut annoncée le 4 mars 2003, en même temps que 6 autres satellites de Jupiter, et le satellite reçut alors sa désignation provisoire, S/2003 J 2, laquelle indique qu'il fut le 2e satellite découvert autour de Jupiter en 2003. Ce satellite était alors suspecté d'être le satellite le plus éloigné de Jupiter.
Sa réobservation, sur des images étalées entre 2001 et 2010, est annoncée en décembre 2020. Ces nouvelles observations semblent indiquer qu'il s'agirait en réalité d'une membre typique du groupe d'Ananké et non pas du satellite le plus éloigné de Jupiter.